# Miss Cehia

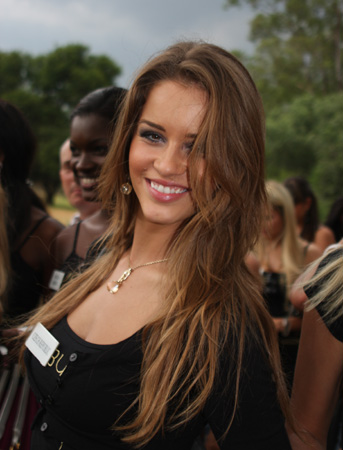
Miss Republica Cehă 2008, Zuzana Jandová

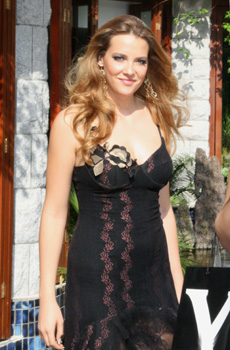
Miss Republica Cehă 2007, Kateřina Sokolová

Miss Republica Cehă este un concurs de frumusețe național la care pot participa numai femei necăsătorite din Cehia. Concursul are loc din anul 1993, după separarea Cehiei de Slovacia, câștigătoarele pot candida la concursul Miss World.  

## Miss Cehoslovacia
| Anul | Miss České republiky           |
| ---- | ------------------------------ |
| 1994 | Eva Kotulánová                 |
| 1995 | Monika Žídková                 |
| 1996 | Petra Minářová                 |
| 1997 | Terezie Dobrovolná             |
| 1998 | Kateřina Stočesová             |
| 1999 | Helena Houdová                 |
| 2000 | Michaela Salačová              |
| 2001 | Diana Kobzanová (titlu retras) |
| 2002 | Kateřina Průšová               |
| 2003 | Lucie Váchová                  |
| 2004 | Jana Doleželová                |
| 2005 | Lucie Králová                  |
| 2006 | Taťána Kuchařová               |
| 2007 | Kateřina Sokolová              |
| 2008 | Zuzana Jandová                 |
| 2009 | Aneta Vignerová                |

## Miss Cehia
| Anul | Česká Miss          |
| ---- | ------------------- |
| 2005 | Kateřina Smejkalová |
| 2006 | Petra Soukupová     |
| 2007 | Lucie Hadašová      |
| 2008 | Eliška Bučková      |
| 2009 | Iveta Lutovská      |